# Hans Schlemmer
Pour les articles homonymes, voir Schlemmer.
Dipl.-Ing. Johann « Hans » Schlemmer (18 janvier 1893 à Nesselwang en royaume de Bavière – 26 juin 1973 à Bad Kreuznach) est un General der Gebirgstruppe allemand qui a servi dans la Heer au sein de la Wehrmacht pendant la Seconde Guerre mondiale.
Il a reçu la croix de chevalier de la croix de fer avec feuilles de chêne.

## Biographie
Après avoir obtenu son baccalauréat, il s'engage le 1er août 1913 en tant que porte-drapeau dans le 2e bataillon du génie de l'armée bavaroise. Au début de la Première Guerre mondiale, Schlemmer part en campagne avec le 5e régiment d'artillerie de campagne royal bavarois (de), en tant que chef de section et de batterie, à partir de Landau. 
Hans Schlemmer se rend aux forces alliées en Italie en 1945. Il est libéré en 1947.

## Décorations
- Croix de fer (1914)
  - 2e classe (9 novembre 1914)
  - 1re Classe (17 décembre 1916)
- Insigne des blessés (1914)
  - en noir
- Croix d'honneur
- Agrafe de la croix de fer (1939)
  - 2e classe (25 octobre 1939)
  - 1re classe (25 mai 1940)
- Médaille du Front de l'Est (18 août 1942)
- Croix allemande en or (23 janvier 1942)
- Croix de chevalier de la croix de fer avec feuilles de chêne
  - Croix de chevalier le 21 avril 1943 en tant que Generalmajor et commandant de la 134. Infanterie-Division[1]
  - 369e feuilles de chêne le 18 janvier 1944 en tant que Generalleutnant et commandant de la 134. Infanterie-Division[2]
- Mentionné 2 fois dans le bulletin radiophonique Wehrmachtbericht (18 octobre 1943 et 9 février 1944)